# Casper Ankergren
Casper Ankergren est un footballeur danois né le 9 novembre 1979 à Høje-Taastrup.

## Biographie
Malgré une saison fantastique pour sa seconde saison à Leeds United, il a eu  beaucoup plus de mal à s'imposer comme n°1 lors du début de la saison 2008-2009, ce qui explique aussi la fébrilité de son équipe à ce moment-là. Mais à l'arrivée de Simon Grayson au poste d'entraîneur, il retrouve sa place de titulaire. Mais pour cette saison, Shane Higgs lui reprend sa place et doit se contenter du banc. Jusqu'à la blessure de ce dernier, Casper pourra enchaîner plusieurs matchs. Il est l'un des héros du club en FA Cup contre les rivaux de Manchester United puis contre Tottenham, où il sauva les whites grâce à de superbes arrêts. Il perdit malgré tout sa place en fin de saison avec le retour de blessure de Higgs. Arrivé en fin de contrat en juin 2010, il quitte le club et rejoint le Brighton and Hove Albion FC.

## Carrière
- 1999-2000 : Køge BK
- 2000-2007 : Brøndby IF
- 2007-2010 : Leeds United
- 2010- : Brighton and Hove Albion

## Palmarès
- Trois sélections avec le Danemark espoirs.
- 2007-2008 : 
  - 2e meilleur gardien de Football League One / 23 matchs d'invincibilité.
  - Meilleur contribution à la communauté de l'année à Leeds United.

Brighton and Hove Albion
- League One
  - Champion : 2011